# Florentino Tomás de Aguilar
Nicolás Florentino Tomás Pacheco de León y Aguilar García O.S.A (Salamanca, 1500 - Ciudad de México, 1560), conocido por los religiosos como Florentino Tomás  de Aguilar, y por los nativos otomíes como Dada-Xahño, fue un misionero de la orden de los agustinos con los participó en la evangelización del actual municipio de Atotonilco el Grande en el estado de Hidalgo, México.  El nombre que le dieron los indígenas a Florentino Tomás de Aguilar significa padre bueno en otomí, los nativos le dieron este nombre por el buen trato que Fray Florentino les daba.

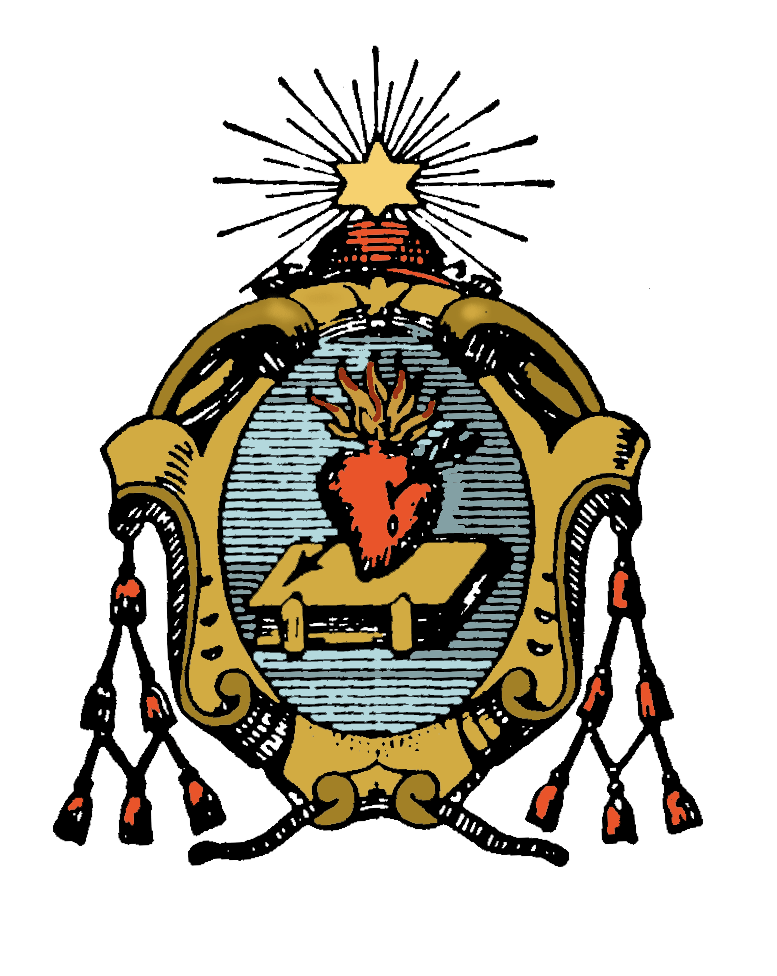
Escudo de la Orden de San Agustin

## Biografía
Nació en la actual ciudad de Salamanca, España en el año de 1500. En 1520 entró a la Universidad en donde aprendió latín, filosofía y teología. Hacia 1526 decidió entrar en la orden agustina y es probable que haya tomado el hábito en 1530. Tres años después, en 1533 partió a la entonces Nueva España junto con otros seis religiosos agustinos para evangelizar a los indígenas de la región de la sierra  del actual estado de Hidalgo, México. 

Universidad de Salamanca, España

## Misión a la Nueva España
La orden de los agustinos partió hacia el territorio de la Nueva España en mayo de 1533, llegando 7 misioneros que se adentrarían a las regiones de la Sierra Gorda y de la Huasteca. Los misioneros fueron:
- Fray Francisco de la Cruz, que venia como el superior.
- Fray Jerónimo de San Esteban .
- Fray Juan de San Román.
- Fray Florentino Tomás de Aguilar.
- Fray Agustín de Coruña.
- Fray Alonso de Borja.
- Fray Jorge de Ávila.

En 1536 iniciaron el avance hacia el norte de la Ciudad de México con el propósito de evangelizar aquellos pueblos a los que aún no les llegaba la luz del evangelio.

Mapa del territorio de la Nueva España

En ese mismo año, en 1536, Fray Florentino Tomás de Aguilar junto con fray Alonso de Borja y otros misioneros llegan al territorio del actual municipio de Atotonilco el Grande en el estado de Hidalgo, es en este lugar donde se funda el primer convento agustino en tierras otomíes, se le pone el nombre de su patrono y es el actual exconvento de San Agustín.
En esta región aprendieron a hablar la lengua otomí para poder evangelizar a los nativos. Como era una lengua difícil de aprender en un inicio se ayudaron de representaciones teatrales y pinturas murales.

## Obra
Fray Florentino Tomás de Aguilar escribió sobre las fiestas, ceremonias, de los gobernantes, de la conquista y los métodos de evangelización de los indígenas otomíes. Su texto se llama Relación e historia eclesiástica de los pueblos de la huasteca de la Nueva España. 

## Biografía
- GIBSON, Charles. (2003). Los aztecas bajo el dominio español: 1519-1810. siglo XXI,
- VERGARA Hernández, Arturo. (2010). El infierno en la pintura mural agustina del siglo XVI: Actopan y Xoxoteco en el estado de Hidalgo. Universidad Autónoma del Estado de Hidalgo.

- Datos: Q30917771